# 宮崎総五
宮崎総五（みやざき そうご）は明治時代の静岡県の政治家。幼名は喜久太郎、後に五郎左衛門。号は桜蔭。駿府郊外の旧家に生まれ、幕末に勤皇家と接近し、明治時代静岡県政に関わり、初代有渡安倍郡長、第一回多額納税者議員を歴任した。

## 生涯

### 生い立ち
文政11年（1828年）8月1日、駿河国有渡郡弥勒町の旧家宮崎五郎左衛門家に生まれた。宮崎家は江戸時代初期の弥勒町一帯を開拓した家柄で、弥勒町は村方ではあったが、東海道府中宿の西外れで安倍川に接する交通の要衝であり、代々旅行者に休息所を提供していた。
高村保六に漢籍、鶴田卓池に俳歌、平田鉄胤に皇学を学んだ。弘化元年（1844年）、父に倣い17歳で家業を継いだ。

### 幕末
嘉永7年（1854年）の安政東海地震では、自宅も被害を受ける中、大火を防ぐため奔走した。元治元年（1864年）弥勒町名主となり、安倍川の川越助郷、堤防修築等を統括した。安政6年（1859年）1月13日、これらの善業が讃えられ、駿府町奉行鵜殿鳩翁に5貫文を下賜された。
幕末動乱にあっては、坂本龍馬、原市之進、綿引東海等勤皇家と交流を持ち、彼らが東海道を通過する際に宿を提供したという。
明治元年（1868年）戊辰戦争が勃発し、橋本実梁、柳原前光率いる先鋒が駿府に来ると、萩原鶴夫と共に参与附属都筑九郎右衛門に会い、官軍への協力を求められた。
5月有栖川宮熾仁親王率いる本軍が駿府城に入ると、西郷隆盛、林通顕、玉手弘通、亀田喜代蔵等と会い、官軍への合流を求められたが、父に反対されたため、代わりに百姓稲葉彦兵衛以下5名を向かわせた。
10月明治天皇東行の際、安倍川に仮橋を設け、15日家を行在所として提供した。1878年（明治11年）11月4日にも再び行在所となり、岩倉具視に褒詞を受けている。

### 静岡県政参画
明治元年（1868年）9月徳川家達が駿府藩に赴任すると、その用達に指名され、水利路程係として治水を担当し、士格に列せられた。明治2年（1869年）1月藩士として赴任した渋沢栄一の事業に参加し、商法会所附属、明治3年（1870年）常平倉監督を務めた。
明治5年（1872年）廃藩置県により静岡県が誕生すると、参事浅野氏祐より第五十区戸長を命じられ、人口調査を行った。
明治4年（1871年）安倍川は川越から渡船に変更されたため、富士川、天竜川の船頭を雇い、失業した人足に漕法を習わせたが、上達せず、1873年（明治6年）安水橋建設を計画し、翌年竣工した。1876年（明治9年）には、杉山喜平治、仁藤延吉、水谷九郎平等地元の有力者と共に宇津ノ谷峠に隧道を開削した。
1875年（明治8年）権令大迫貞清の下で学校200校余りを新設し、8月15日勧業係兼務、12月教部省中講義、明治9年（1876年）6月第四五大区区長兼管内民費取調係を歴任した。1876年（明治9年）足柄県伊豆国部分が静岡県に併合されると、県大属永峰弥吉と韮山町に出張し、地元の区戸長等と討議を行った。
1875年、出島竹斎、山村嘉平、福島茂平と共に、久能山東照宮社金2万8千円の取扱を命じられ、資金運用により1887年（明治20年）には10万円余に増殖させた。
1876年（明治9年）2月宅地内に朝陽義塾を設立し、学者を招いて漢学、洋学を教えた。英学は箕作秋坪門下梅沢武雄が担当し、福島勝太郎、荻原太郎次郎、堀田録多、巻本角太郎等が輩出されたが、1878年（明治11年）には官立中学校が設立されて役目を終え、1882年（明治15年）頃廃校した。
1876年（明治9年）6月6日静岡県顧問となり、地租改正に際し有渡郡、安倍郡、志太郡、益津郡、庵原郡5郡を担当し、静岡市の地価設定に関わった。
1877年（明治11年）郡区町村編制法が制定され、1878年（明治12年）3月12日から1880年（明治14年）2月5日まで有渡安倍郡長を務めた。
明治11年（1878年）静岡病院設立に際し資金を負担した。

### 貴族院議員選出
1889年（明治22年）2月貴族院令が発布されると、1890年（明治23年）6月10日互選会で県下多額納税者15名より最多得票を集め、貴族院議員に選出され、同年9月29日に就任し、東京市に出て麹町区飯田町三丁目27番地に住んだ。この時納税額は1,728円74銭5厘で、富士郡松永安彦、掛川市山崎千三郎に次いで県下第三位。
1896年（明治29年）、日本勧業銀行法案、農工銀行法案の審議に参加している。1897年（明治30年）任期を終えて帰郷した。
1909年（明治42年）4月24日午前10時病没し、28日寺町興禅寺で葬儀が行われた。

## 宮崎家
先祖宮崎五郎左衛門英一は武田信玄、武田勝頼に仕えた後、天正3年（1575年）駿河国安倍川沿岸に土着し、土地を開拓した。その子源右衛門英通は修験者となり弥勒院を建てたが、還俗してこれを大名の休憩所とした。
- 父：五郎左衛門英照 - 宮崎家11代目[1]
- 母：恵津 - 宮崎五郎三郎女[1]
- 弟：安五郎[1]
- 妻：後藤氏[1]
- 孫：喜久太郎[1]